# Richard Bartle
Pour les articles homonymes, voir Bartle.
Richard Allan Bartle est un universitaire et écrivain anglais, né le 10 janvier 1960, surtout connu pour ses recherches sur les jeux vidéo.

## Biographie
Né le 10 janvier 1960 à Ripon, il obtient un doctorat en intelligence artificielle de l'université de l'Essex ; université, dans laquelle il est devenu professeur en conception de jeux vidéo.

## Typologie de Bartle
Il publie en 1996 un article catégorisant les types de joueurs de jeux en ligne multijoueurs.
Ces travaux ont inspiré ce qui a été nommé le "Test de Bartle", dont il n'est pourtant pas l'auteur.

## Récompenses
- 2005 : IGDA "First Penguin Award" (renommé depuis en "The Pioneer Award") attribué lors des Game Developers Choice Awards, pour sa contribution au premier jeu multijoueur en ligne
- 2010 : prix "The Online Game Legend Award" lors des Game Developers Choice Awards[8]